# الکساندر سوکولوف (نقاش، زاده ۱۸۲۹)
الکساندر سوکولوف (انگلیسی: Aleksandr Sokolov; ۲۹ اکتبر ۱۸۲۹ – ۱۹ نوامبر ۱۹۱۳) نقاش پرتره اهل روسیه بود. وی فرزند پیوتر فیودوروویچ سوکولوف نقاش روسی بوده.
او در سال 1847، قبل از اتمام تحصیلات، دبیرستان را ترک کرد تا وارد مدرسه نقاشی، مجسمه‌سازی و معماری مسکو شود، سوکولوف پس از دو سال وارد آکادمی امپریال هنر شد.

## آثار

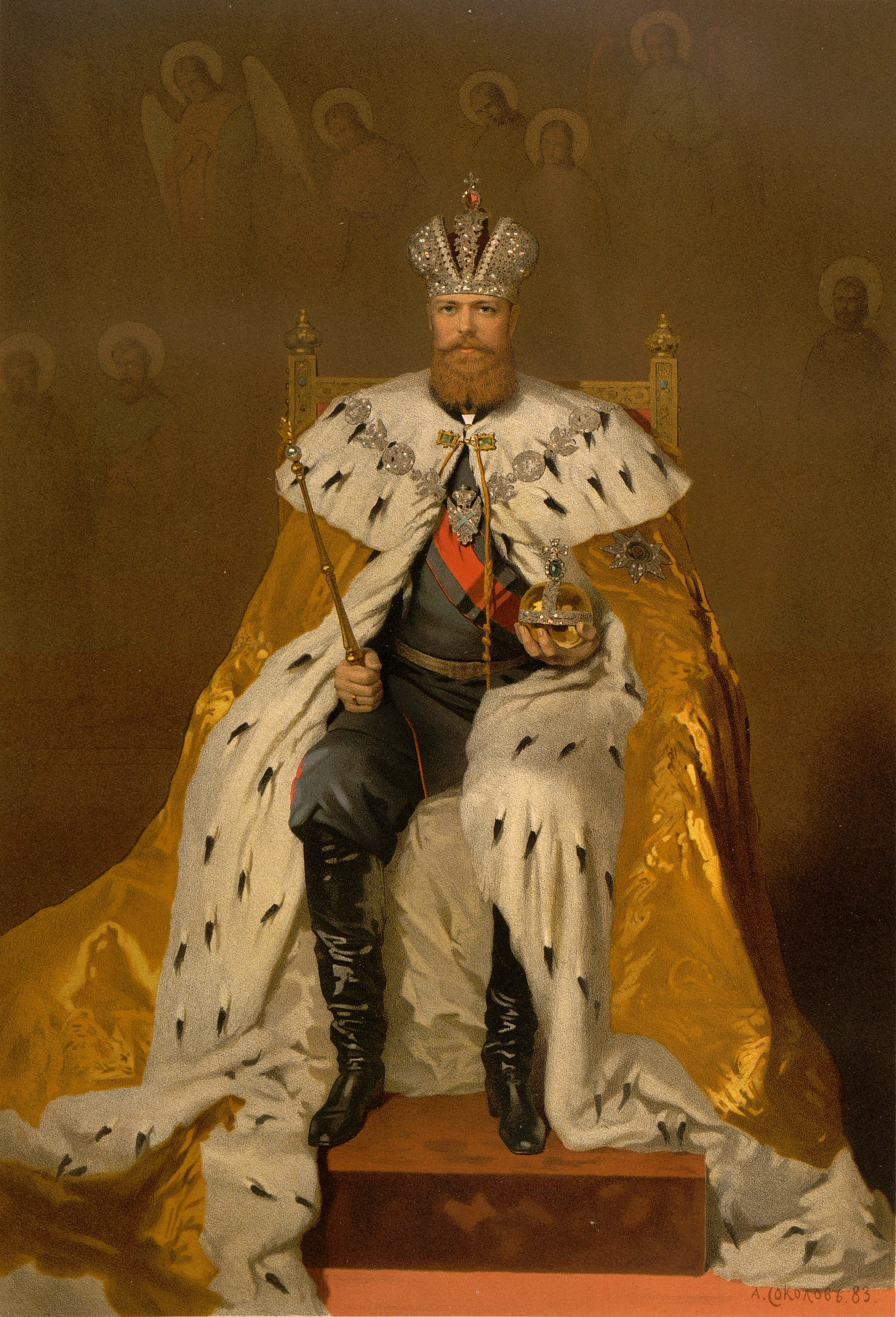
الکساندر سوم، امپراتور روسیه در coronation clothes (1883)
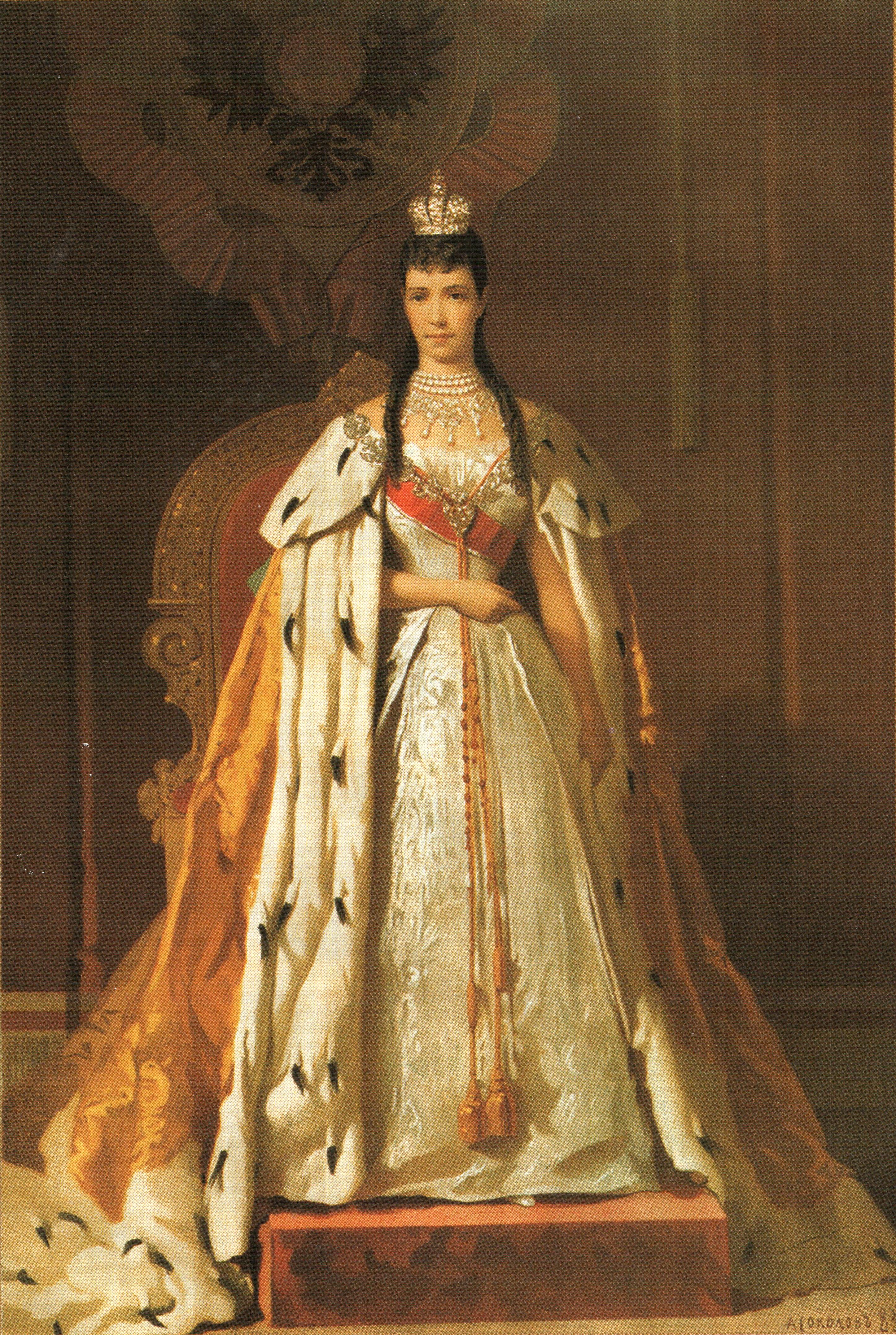
ماریا فیودوروونا در coronation clothes (1883)
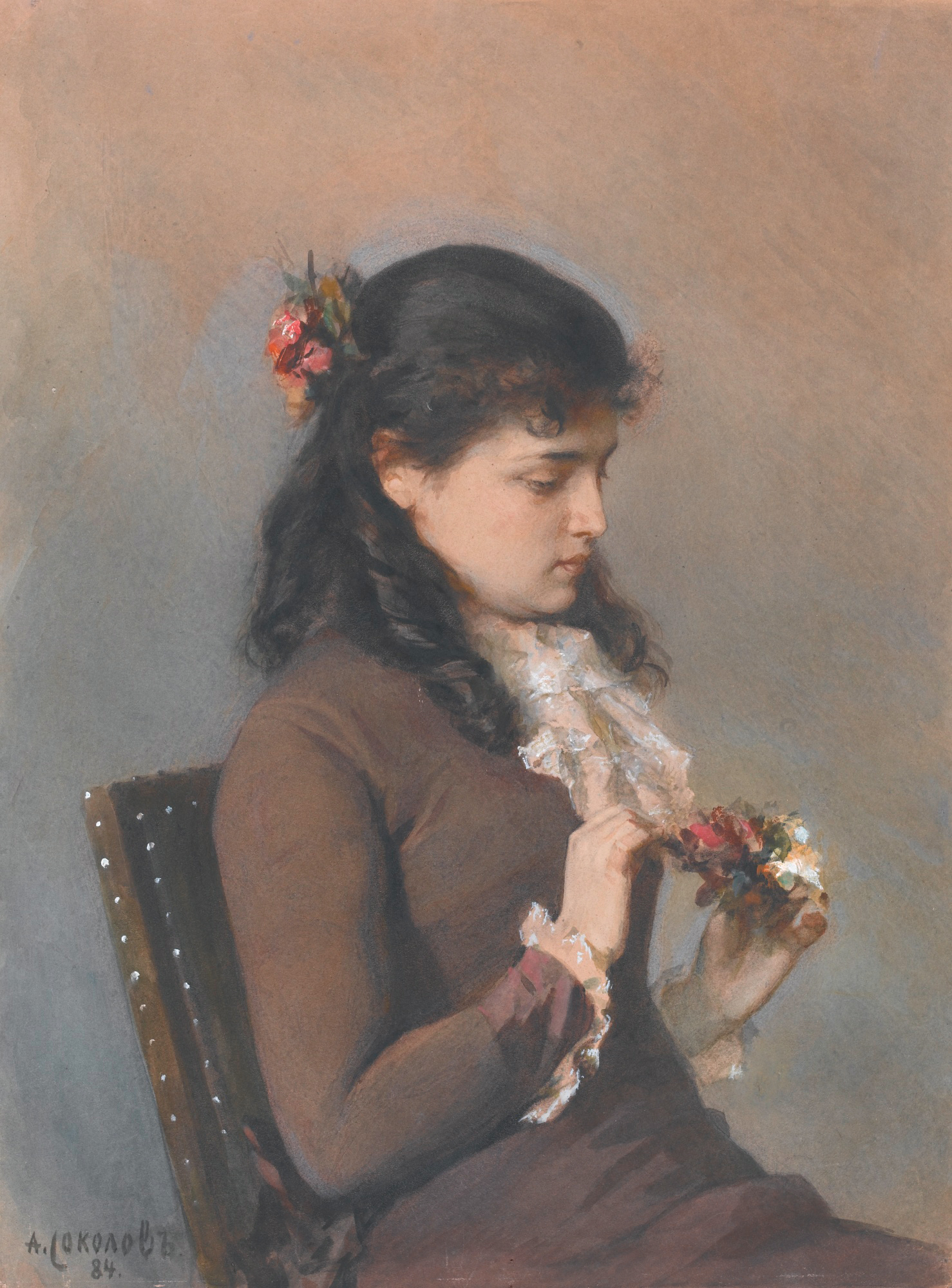
Portrait of an artist's daughter with flowers (1884)
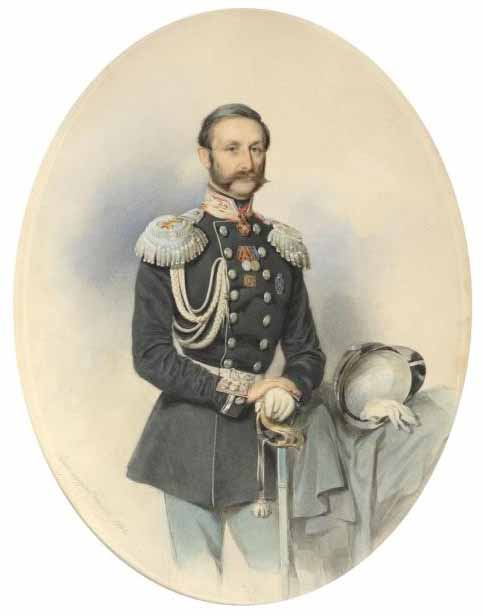
Portrait of Prince Kropotkin (1860)
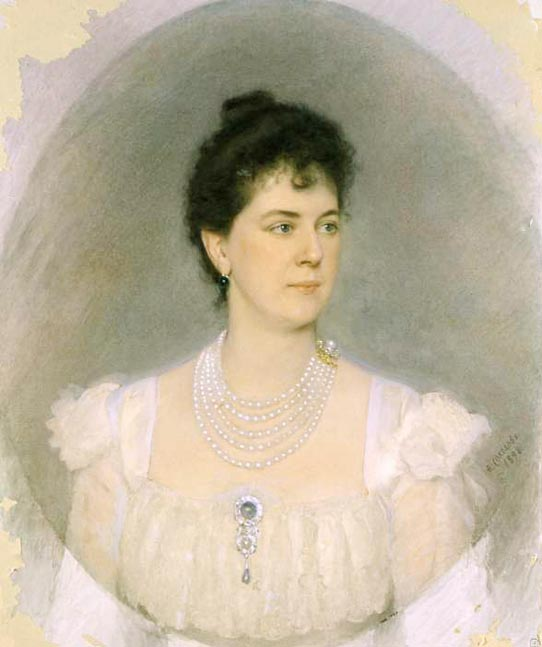
Portrait of Princess Maria Tenisheva (1898)
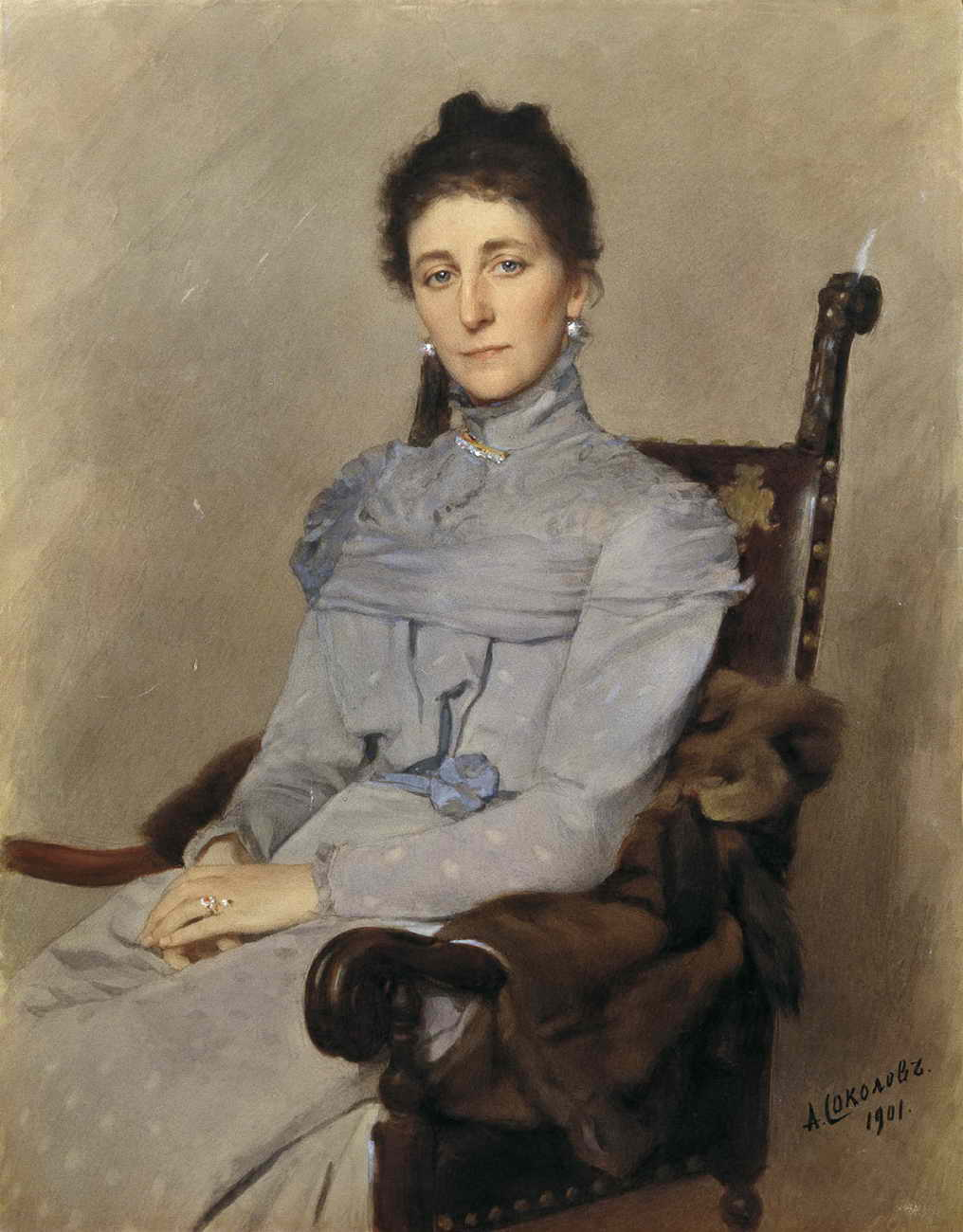
Female portrait (1901)
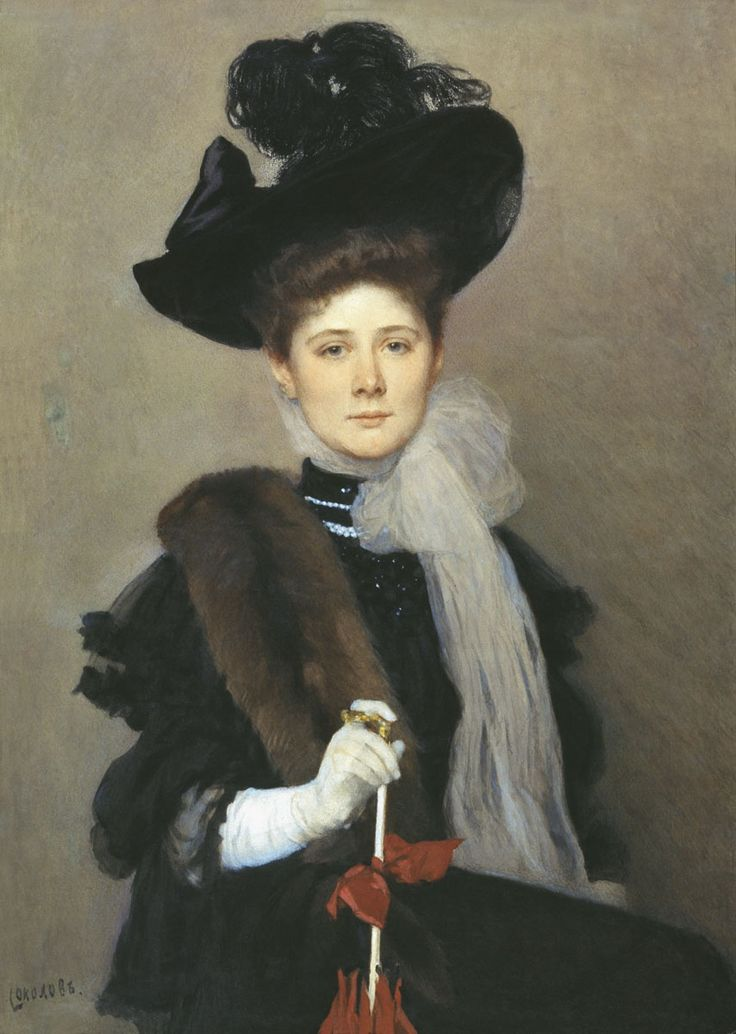
Portrait of the artist Lyubov Hausch (earlier 1913)